# Jake One
Jake One, a właściwie Jacob Dutton – amerykański producent hip-hopowy pochodzący z Seattle.

## Życiorys
Dutton dorastał w Capitol Hill, następnie w wieku 15 lat przeprowadził się do północnego Seattle. Przygodę z muzyką rozpoczął od gry na keyboardzie Casio w 1992 roku. Dał kasetę ze swoją muzyką przyjacielowi który pracował w lokalnym studiu nagraniowym. Jeden z pracowników studia zaproponował mu pracę. Nagranie usłyszał DJ Mr. Suprem i rozpoczął z nim współpracę. Pierwszym nagraniem, które wyprodukował Jacob Dutton było „World Premier”.
Jake One brał udział w produkcjach zespołu G-Unit oraz The Money Management Group. Jego pierwszy album pt. White Van Music został wydany 7 października, 2008 roku w Rhymesayers Entertainment z gościnnymi udziałami takich artystów jak Brother Ali, Young Buck, De La Soul, M.O.P., Freeway, MF DOOM, Slug, oraz Keak da Sneak.
Jake wziął udział w produkcji ścieżki dźwiękowej do filmu Get Rich or Die Tryin’ (utwór 50 Centa „I Don’t Know Officer”), Szybcy i wściekli: Tokio Drift („Jack Alter”) oraz Gdzie jesteś, Amando?.
W 2010 roku, Jake One wypuścił dwa albumy: The Stimulus Package z Freewayem i Patience z Truthlive’em.
Wyprodukował także pełnometrażowy album Brother Alaego Mourning in America oraz Dreaming in Color w Rhymesayers Entertainment.

## Dyskografia
- White Van Music (2008)
- The Stimulus Package (oraz Freeway, 2010)
- Patience (oraz Truthlive, 2010)